# رادرفورد بیرچارد هیز
رادرفورد بیرچارد هِیز (به انگلیسی: Rutherford Birchard Hayes) (۴ اکتبر ۱۸۲۲ – ۱۷ ژانویه ۱۸۹۳)، نوزدهمین رئیس‌جمهور ایالات متحده آمریکا از حزب جمهوری‌خواه بود. این دوران همزمان است با ۱۲۵۵ تا ۱۲۵۹ خورشیدی و زمان سلطنت ناصر الدین شاه در ایران است.
انتخاب هیز برای سومین بار به عنوان فرماندار اوهایو زمینه جلب توجه جمهوریخواهان را به وی فراهم آورد. انتخاب وی به عنوان رئیس‌جمهور آمریکا در سال ۱۸۷۶ با بحث و شبهات زیادی همراه بود. او با اختلاف یک رای الکترال بر رقیبش پیروز شد. اما وعده‌های هیز برای مصالحه با جنوب باعث شد تا افکار عمومی آمریکا نسبت به نتایج این انتخابات سختگیری نکرده و آن را بپذیرد.

## زندگی

### رادرفورد هایس، نوزدهمین رئیس‌جمهوری آمریکا
رادرفورد هایس در یکی از بحث برانگیزترین انتخابات در تاریخ آمریکا و با اختلاف یک رای الکتورال، رقیبش ساموئل تیلدن را شکست داد و به عنوان نوزدهمین رئیس‌جمهوری آمریکا انتخاب شد. در آن زمان جمعیت ایالات متحده آمریکا ۵۰ میلیون و ۱۵۵ هزار و ۷۸۳ نفر بود.
هایس برشکوه و جلال نهاد اجرایی آمریکا افزود ودست به اصلاحات معتدلی در آن زد.
رادرفورد هایس، سال ۱۸۲۲ در اوهایو به دنیا آمد، در کنیون کالج و هاروارد حقوق خواند، پس از ۵ سال وکالت به سینسیناتی رفت و در آنجا به عنوان یک وکیل جوان در حزب ویگ رشد کرد.
در جریان جنگهای داخلی زخمی شد و به او درجه افتخاری سرلشکراعطا شد. زمانیکه هنوز در ارتش بود جمهوری خواهان سینسیناتی از اوخواستند که نامزد عضویت در مجلس نمایندگان آمریکا شود، او پذیرفت و در انتخابات پیروز شد.
رادرفورد هایس پیش از ریاست جمهوری، نماینده کنگره و سه دوره نیز فرماندار اوهایو بود.

### انتخابات ریاست جمهوری آمریکا در سال ۱۸۷۶
رادرفورد هایس مردی آزادمنش، وفادار به حزب وبا سوابق خوب جنگی بود، این امتیازات سبب شد تا جمهوری خواهان او را برای انتخابات سال ۱۸۷۶ به عنوان نامزد خود معرفی کنند. رقیب او از حزب دموکرات ساموئل تیلدن، فرماندار نیویورک بود. با وجود آنکه شماری از سرشناس‌ترین سخنرانان جمهوری‌خواه و حتی مارک توین برای هایس تبلیغ می‌کردند، هایس امیدی به پیروزی نداشت. نتیجه انتخابات بسیار نزدیک بود، تیلدن ۴ میلیون و ۳۰۰ هزار رای عمومی و هایس ۴ میلیون و ۳۶ هزار رای عمومی را از آن خود کرد، اما سرنوشت انتخابات در گرو نتیجه آرای الکتورال بود. در سه ایالت لوییزیانا، کارولینای جنوبی و فلوریدا در زمینه آرای الکتورال اختلاف وجود داشت وهایس برای پیروزی به رای الکتورال هر سه ایالت نیاز داشت، پس از چندین ماه مجادله در ژانویه سال ۱۸۷۷ کنگره، یک کمیسیون انتخاباتی را مسوول رسیدگی به این جریان کرد. این کمیسون متشکل از ۸ جمهوری‌خواه و ۷ دموکرات بود، کمیسون با رای ۸ بر ۷ به نفع هایس رای داد و نتیجه نهایی انتخابات سال ۱۸۷۶ را چنین اعلام کرد: ۱۸۵ رای الکتورال برای هایس و ۱۸۴ رای برای تیلدن.
جمهوری خواهان شمالی به دموکراتهای جنوبی وعده دستکم یک پست کابینه، حمایت فدرال، یارانه‌های داخلی و خروج سربازان از لوییزیانا و کارولینای جنوبی را داده بودند. هایس از سوی دیگر اصرار داشت که انتخابش بر پایه شایستگی باشد و نه ملاحظات سیاسی. او مردانی بسیار کاردان را برای کابینه‌اش انتخاب کرد.
رادرفورد هایس، قول داد که از حقوق سیاهان در جنوب محافظت کند و همزمان طرفدار استقرار دولتهای خودگردان محلی بود که با دانایی، صداقت و آرامش اداره شوند.
رادرفورد هایس از ابتدا اعلام کرده بود که بیش از یک دوره در مقام ریاست جمهوری خدمت نخواهد کرد. او سال ۱۸۸۱ پس از پایان دوره ریاست جمهوری به خانه‌اش در فرمونت اوهایو بازگشت. رادرفورد هایس سال ۱۸۹۳ درگذشت.

## یادبودها
- مرکز ریاست جمهوری رادرفورد بی هیز